# Bärbel Inhelder
Pour les articles homonymes, voir Barbara Keller-Inhelder.
Bärbel Inhelder, née le 15 avril 1913 à Saint-Gall et morte le 16 février 1997 à Viège, est une psychologue suisse, professeure à l'université de Genève.

## Biographie
Bärbel Inhelder naît le 15 avril 1913 à Saint-Gall. Elle est originaire de Sennwald, dans le même canton.
Elle étudie à l'université ainsi qu'à l'Institut Jean-Jacques-Rousseau des sciences de l'éducation de Genève. En 1935, elle obtient le diplôme général de psychologie de l'enfant, puis en 1943 le titre de docteur en philosophie.
Tout d'abord assistante de Jean Piaget, elle est ensuite sa collègue à l'institut (à l'École de psychologie et des sciences de l'éducation de l'Université de Genève). Elle lui succédera à partir de 1971 à la chaire de psychologie génétique et expérimentale de l'Université de Genève, et ce jusqu'en 1989.
Elle crée les archives Jean Piaget, en 1974.
Elle a publié plus de 170 articles et ouvrages. Le premier en 1936 s'intitule « Observations sur le principe de conservation dans la physique de l'enfant ».
Elle meurt le 16 février 1997 à Viège, dans le canton du Valais, à l'âge de 83 ans.

## Distinctions et prix
- 1968 : Award of the American Educational Research Association[4]
- 1976 : Foreign honorary member, American Academy of Arts and Sciences[5]
- 1976 : Academico di merito, Academia delle scienze di Roma,
- 1981 : Distinguished Scientific Contributions, Society for Research in Child Development, Boston[6] ;
- Prix Dr. Margrit Egner Stiftung (de), Zürich, 1989.

Elle reçoit 11 doctorats honoris causa, notamment de Temple University (Philadelphie, 1971), Smith College (Massachusetts, 1975), l'université Paris-Descartes, 1976, l'université autonome (Madrid, 1990), et l'université de Neuchâtel, 1996.

## Publications
- Le Diagnostic du raisonnement chez les débiles mentaux, Delachaux et Niestlé, 1943
- Le Raisonnement expérimental de l’adolescent, 1952
- « Les Attitudes expérimentales de l’enfant et de l’adolescent », avec Jean Piaget, Bulletin de psychologie 7(5), 1954, p. 272-282 [PDF] .
- De la logique de l'enfant à la logique de l'adolescent, avec Jean Piaget, Puf, 1955
- La Psychologie de l'enfant, avec Jean Piaget, Puf, coll. « Que sais-je ? », 1978,  (ISBN 978-2130355670)
- L’Image mentale chez l'enfant, avec Jean Piaget, Puf, psychologie d’aujourd’hui, 1991,  (ISBN 978-2130446897)
- Le Développement des qualités physiques chez l'enfant: Conservation et atomisme, coauteure avec Jean Piaget, Delachaux et Niestlé, Collection Actualités pédagogiques et psychologiques, 1992,  (ISBN 978-2242000680)
- Les Cheminements des découvertes chez l'enfant : Recherche sur les microgenèses cognitives, avec Guy Cellerier, Delachaux et Niestlé, Collection : Actualités pédagogiques et psychologiques, 1992,  (ISBN 978-2603008584)